# Haplochromis olivaceus
Haplochromis olivaceus är en fiskart som beskrevs av Snoeks, de Vos, Coenen och Thys van den Audenaerde, 1990. Haplochromis olivaceus ingår i släktet Haplochromis och familjen Cichlidae. IUCN kategoriserar arten globalt som livskraftig. Inga underarter finns listade i Catalogue of Life.